# Gernicourt
Gernicourt korábbi község Franciaországban, 2015. december 31-ig Aisne megyében. Lakosainak száma 42 fő (2018. január 1.). Gernicourt Berry-au-Bac, Bouffignereux, Concevreux, Pontavert, Roucy és Cormicy községekkel határos.
2016. január 1-jén Cormicy korábbi községgel egyesült és az így létrejött Marne megyei Cormicy új község része lett.

## Népesség
A település népességének változása:
| Lakosok száma | 47   | 42   | 42   |
|               | 2013 | 2017 | 2018 |